# Сел з Сінгапуру
Сел з Сінгапуру (англ. Sal of Singapore) — американська драма режисера Говарда Хіггіна 1928 року. Колись удостоєний номінації на премію «Оскар» за найкращий адаптований сценарій, нині цей фільм, недоступний широкій публіці, зберігається в Каліфорнійському університеті Лос-Анджелеса в очікуванні реставрації.

## У ролях
- Філліс Хевер — Сел
- Алан Хейл — капітан Еріксон
- Фред Кохлер — капітан Сандей
- Нобл Джонсон — 1-й помічник Еріксона
- Ден Волхайм — 2-й помічник Еріксона
- Жуль Коулз — кухар
- Пет Гермон — 1-й помічник Сандея
- Гарольд Вільям Гілл — дитина